# حرفه سوزان
حرفهٔ سوزان (فرانسوی: La Carrière de Suzanne‎) فیلمی کمدی-درام به کارگردانی اریک رومر محصول سال ۱۹۶۳ است که دومین اثرش از مجموعه‌فیلم‌های شش حکایت اخلاقی به‌شمار می‌رود. از بازیگران آن می‌توان به پاتریک بوشو و ژان لویی کومولی اشاره کرد.